# Энтре-Риос/Родольфо Уолш (станция метро)
«Энтре-Риос/Родольфо Уолш» (исп. Entre Ríos-Rodolfo Walsh) — станция Линии E метрополитена Буэнос-Айреса.
Станция расположена в городских районах Конститусьон и Сан-Кристобаль. Станция Энтре-Риос, как и Линия Е, была открыта 20 июня 1944 года.
Название своё станция получила от улицы Энтре-Риос, на перекрёстке которой с Авенидой Сан-Хуан она и расположена. Улица же получила своё название от провинции Аргентины Энтре-Риос. В 1997 году станция была включена в число Национальных исторических памятников. В 2013 году решением Законодательного собрания города Буэнос-Айрес станции также было присвоено имя Родольфо Уолша, видного аргентинского левого общественного деятеля, убитого в перестрелке в 1977 году на месте перекрёстка, где и находится станция метро.
Как и остальные старые станций Линии E, открытых в 1944 году, станция Энтре-Риос/Родольфо Уолш была украшена фресками при участии компании «CHADOPyF», занимавшейся в 1930-е годы строительством линий метро в Буэнос-Айресе. Фрески на этой станции были написаны по эскизам 1939 года художника испанского происхождения Антонио Ортиса Эчагуэ, они рассказывают об освоении аргентинцами земель Патагонии, населённой индейскими племенами. Первая фреска называется «» (исп. Fundación de pueblos en la Pampa), а вторая — «Завоевание пустыни» (исп. Conquista del desierto)